# 国族认同
國族認同（英語：National Identity，又稱為國家認同、民族認同，又可稱為「國家身分」、「民族身分」、「國族身分」），是個人對於國家、國族或民族的歸屬感或認同感，是民族主義的重要成份。這是種將國族視為一凝聚整體的觀念，通常以一個國家或民族獨特的傳統、文化、語言和政治作為代表。國族認同也可以指自己與另一群分享同一個國族的主觀感覺，無論該人的法律公民地位為何，例如在日朝鮮人在法律地位上是日本公民，也不具備朝鮮公民的身分，但這不妨礙在日朝鮮人以朝鮮做為自己的國族認同。國族認同被視為是心理學詞彙，用來表示「差異之覺察」、「『我群』與『他者』的認知與感覺」。
國族認同的積極表現是愛國主義，其特徵是對於自身所屬國族的驕傲感和對自身所屬國族的積極熱愛情緒。國族認同的極端表現則是沙文主義（例如第一次世界大战时期的泛日耳曼主义和泛斯拉夫主义），其特徵是堅信自身所屬國族具有優越性以及極端忠誠於自身所屬國族。

## 國族認同的形成
國族認同並非天生就有的特質，其本質上是社會建構。一人國族認同的結果直接由其在日常生活中的接觸到的共同元素而來，例如：國族符號、語言、顏色、國族史、血統、文化、音樂、服裝、廣播、電視以及其他等等。在各種不同的社會影響下，人們藉由採納不同信念、價值而將國族認同融入到個人認同內。對於自身所屬國族認同者會將國族信念和價值視為是對自身有意義的，並將這些信念和價值在日常生活中的實踐。

## 概念化
政治学家鲁伯特·爱默生（Rupert Emerson）将国家认同定义为“一群感觉自己是一个国家的人”。国家认同的这一定义得到了社会心理学家亨利·塔伊费尔（Henri Tajfel）的认可，他与约翰·特纳（John Turner）共同提出了社会认同理论。社会认同理论采用了国家认同的这一定义，认为国家认同的概念化包括自我分类和情感两个方面。自我分类是指认同一个民族，把自己看作这个民族的一员。情感部分是指一个人的情感。
国家认同需要自我分类的过程，它既涉及到群体内认同（认同自己的国家），也涉及到群体外认同（其他国家）。通过认识到共同的血统、共同的命运等共性，人们认同一个民族，形成一个内群体，同时又把认同另一个民族的人视为外群体。社会认同理论认为，一个民族的认同与其他民族的贬低之间存在着积极的关系。通过认同自己的国家，人们参与组间比较，往往贬低组外比较。然而，有几项研究调查了民族认同与贬损他国之间的这种关系，发现认同民族认同并不一定导致群体外的贬损。

## 參见
- 身份認同
- 民族主義
- 精神日本人

## 外部連結
- 國家教育研究院雙語詞彙 （页面存档备份，存于）